# 제임슨

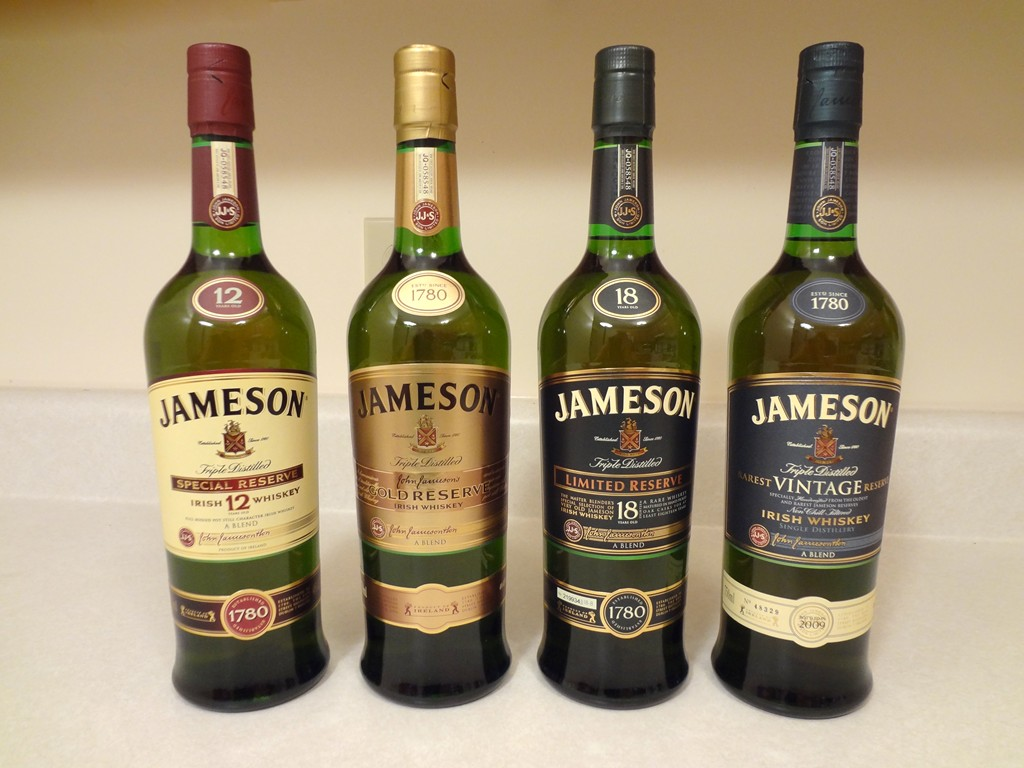

제임슨(Jameson)은 아이리시 위스키 브랜드로, 페르노리카의 자회사인 아이리시 증류소에서 생산한다.
1780년 더블린에서 만들어진 스타인 증류소가 그 시초다. 스코틀랜드 출신 변호사 존 제임슨이 1786년 헤이그 위스키 증류소의 헤이그 형제의 누이인 마거릿 헤이그와 결혼했고, 이후 1810년 마거릿의 외삼촌 집안인 스타인 증류소를 인수한 뒤 존 제임슨 부자(父子) 위스키 회사(John Jameson and Son Irish Whiskey company)를 창업했다.
본래 더블린을 연고로 하는 여섯 대형 증류소 중 하나였지만 현재는 코크에 위치하고 있다. 2013년 기준 연간 판매량은 470만 상자(5640만 병)이다. 제임슨은 19세기부터 국제 판매를 시작한 이래로 세계에서 가장 많이 팔리는 아이리시 위스키다. 가장 큰 시장은 미국이다.

## 같이 보기
- 스카치 위스키